# Miloš Rus
Miloš Rus, slovenski nogometaš in trener, * 4. april 1962, Logatec.
Rus je v svoji nogometni karieri branil za slovenske klube Olimpija, Slovan in Elan ter ob koncu kariere za avstrijski klub Eisenkappel.
Po koncu kariere je deloval kot trener pri slovenskih klubih Slavija Vevče, Factor, Celje in Krka, japonskih Brummell Sendai in Jokohama FC, hrvaškem Zagrebu ter kot selektor slovenske reprezentance do 18 let.